# 潘庭堅
潘 庭堅（はん ていけん、生没年不詳）は、元末明初の官僚・儒学者。字は叔聞。本貫は太平州当塗県。

## 生涯
元末に富陽教諭とされたが、謝絶して去った。1355年（至正15年）、朱元璋が太平に駐屯すると、庭堅は陶安の推薦により召し出されて、帥府教授となった。態度が謙虚で慎み深かったため、朱元璋に讃えられた。1356年（至正16年）、朱元璋が集慶を占領すると、庭堅は中書省博士に抜擢された。1358年（至正18年）、婺州が下り、金華府と改められると、庭堅は同知金華府事とされた。長江流域の諸州が平定されると、占領地の安定のために儒臣が任用された。前後して陶安と汪広洋が江西で任用され、庭堅と王愷が浙東を担当した。1367年（至正27年）、翰林院が設けられると、庭堅は陶安とともに翰林学士とされた。しかし庭堅は老齢を理由に帰郷を告げた。1371年（洪武4年）、洪武帝（朱元璋）に再び召し出されて南京に入り、会試を主宰した。

## 子女
子の潘黼は、字を章甫といい、文才で知られ、官は江西按察使に上った。律令の修定にあたって、議律官とされた。